# Janne Rand
Janne Rand (* 10. November 1984) ist eine ehemalige US-amerikanische Skispringerin.

## Werdegang
Rand, die für die New York Ski Education Foundation startete, kam erst spät zum Skispringen. Erste Erfolge sammelte sie auf nationaler Ebene. Bei den Lion’s Club Ski Jumps im März 2000 in Lake Placid gewann Rand bei den Damen auf der K18-Schanze vor Mari Walsh und wurde von der K48-Schanze hinter Laura McLane Zweite.
Am 23. und 24. Juli 2004 startete Rand im Rahmen des Skisprung-Continental-Cups bei den Mattenspringen in Park City und gewann als jeweils 24. insgesamt 14 Punkte. Damit erreichte sie Rang 44 in der Continental-Cup-Gesamtwertung der Saison 2004/05.
Seit 2011 studiert Rand an der State University of New York Medizin.

## Erfolge

### Continental-Cup-Platzierungen
| Saison  | Platz | Punkte |
| ------- | ----- | ------ |
| 2004/05 | 44.   | 14     |